# Pseudonortonia gujaratica
Pseudonortonia gujaratica är en stekelart som först beskrevs av Nurse 1902.  Pseudonortonia gujaratica ingår i släktet Pseudonortonia och familjen Eumenidae. Utöver nominatformen finns också underarten P. g. campanulata.